# Cacoal
Cacoal, amtlich Município de Cacoal, ist eine Stadt des brasilianischen Bundesstaates Rondônia gelegen am Rio Ji-Paraná, die laut einer Schätzung aus dem Jahr 2024 97.637 Einwohner zählt. Sie ist ein Zentrum des Kaffeeanbaus in Brasilien und wird deshalb als „Hauptstadt des Kaffees“ (Capital do Café) bezeichnet.

## Geschichte
Nach der im Jahr 1909 erfolgten Landerschließung durch die Expedition des Cândido Rondon, wurde 1912 am Zusammenfluss des Rio Pimenta Bueno und des Rio Barão de Melgaço zum Rio Ji-Paraná, auch bekannt als Rio Machado, eine Telegrafenstation errichtet, von der ausgehend sich die Stadt Pimenta Bueno entwickelte. Der hier als Kabelwächter arbeitende Anísio Serrãno de Carvalho, der ursprünglich aus Paraíba stammte, erwarb im Jahr 1920 weiter flussabwärts des Ji-Paraná gelegenes Farmland, das er den Namen Cacoal gab. Die großflächige Kolonisierung des Gebietes, mit der die weitere Erschließung des Farmlandes mit Bildung eines urbanen Zentrums um die alte Farm einsetzte, begann erst ab dem Jahr 1970 mit aus den Bevölkerungszentren von der Küste des Südostens angeworbenen Siedlern.
1972 wurde Cacoal als ein Verwaltungsdistrikt der Stadt Porto Velho eingerichtet und schon am 11. Oktober 1977 per Bundesgesetz (Lei Federal No. 6.448) von dieser als nun eigene Stadtgemeinde separiert. Die Bildung der Gemeinde Cacoal wurde am 26. November 1977 vollzogen. Das Gemeindegebiet war ursprünglich vom Amazonas-Regenwald bedeckt, der mit zunehmender Besiedelung und Landerschließung durch Brandrodung auf den Norden des Gebiets zurückgedrängt wurde und dort weiterhin bedroht ist.

## Geographie: Fläche und Einwohner
Gemäß dem letzten offiziellen Census aus dem Jahr 2010 betrug die Bevölkerungszahl 78.574 Einwohner. Die Fläche des gesamten Gemeindegebietes ist mit 3806 km² etwas größer als das Saarland, weist dagegen eine Bevölkerungsdichte von nur 20,07 Einwohner pro km² auf.

## Klima
Die Stadt hat tropisches Klima, Aw nach der Klimaklassifikation nach Köppen und Geiger. Die Durchschnittstemperatur ist 24 °C. Die durchschnittliche Niederschlagsmenge liegt bei 1899 mm im Jahr. Der Südwinter ist erheblich niederschlagsreicher als der Südsommer.

## Ethnische Zusammensetzung
Ethnische Gruppen von Cacoal nach der statistischen Einteilung des IBGE (Stand 2000 mit 73.568 Einwohnern, Stand 2010 mit 78.574 Einwohnern): Von diesen lebten 2010 61.921 Einwohner (rund 79 %) im städtischen Bereich und 16.653 (rund 21 %) im weitgehend landwirtschaftlich erschlossenen Umland.
| Gruppe      | Anteil 2000 | Anteil 2010 | Anmerkung                        |
| ----------- | ----------- | ----------- | -------------------------------- |
| Brancos     | 38.590      | ▼ 32.837    | Weiße, Nachfahren von Europäern  |
| Pardos      | 31.198      | ▲ 38.714    | Mischrassige, Mulatten, Mestizen |
| Pretos      | 2.244       | ▲ 4.534     | Schwarze                         |
| Amarelos    | 213         | ▲ 1.023     | Asiaten                          |
| Indígenas   | 801         | ▲ 1.467     | indigene Bevölkerung             |
| ohne Angabe | 522         | –           |                                  |

Cacoal ist Teil der Dialektregion des Serra amazônica.

## Durchschnittseinkommen und Lebensstandard
Das monatliche Durchschnittseinkommen betrug 2017 den Faktor 2,0 des brasilianischen Mindestlohns (Salário mínimo) von R$ 880,00 (umgerechnet für 2019: rund 390 €). Der Index der menschlichen Entwicklung (HDI) ist mit 0,718 für 2010 als hoch eingestuft. 2017 waren 19.682 Personen oder 22,2 % der Bevölkerung als im Arbeitsverhältnis stehend gemeldet, 35,6 % der Bevölkerung hatte ein Einkommen von der Hälfte des Minimallohns. Im August 2019 erhielten 2592 Familien oder 47 % der vom IBGE als arm eingestuften Familien Unterstützung durch das Programm Bolsa Família.
Das Bruttosozialprodukt pro Kopf betrug 2017 22.131 R$, das Bruttosozialprodukt der Gemeinde belief sich auf rund 1944,8 Mio. R$.

## Stadtpolitik
Stadtpräfektin ist für die Amtszeit 2017 bis 2020 seit der Kommunalwahl in Brasilien 2016 Glaucione Maria Rodrigues Neri des Movimento Democrático Brasileiro (MDB). Die Legislative liegt bei einem 12-köpfigen Stadtrat, den vereadores.

## Verkehr
Cacoal wird von der von Limeira (Bundesstaat São Paulo) nach Mâncio Lima (Bundesstaat Acre) führenden Bundesstraße BR-364 passiert, die den gesamten Staat Rondônia von Ost nach West durchschneidet. Mit dem „Aeroporto Capital do Café“ verfügt die Stadt über einen Regionalflughafen.

## Religion
Die ersten in Cacoal errichteten Kirchen gehörten der katholischen Kirche an, in deren Hierarchie sie dem Bistum Ji-Paraná unterstehen. In jüngerer Vergangenheit haben sich in der Stadt auch Kirchen der evangelikalen Strömung etabliert.

## Sport
In Cacoal sind die Fußballvereine SE União Cacoalense und Cacoal EC beheimatet, die in den Ligen der Staatsmeisterschaft von Rondônia rangieren.

## Persönlichkeiten
- Millene (* 13. Dezember 1994), Fußballspielerin